# Beat Gloor
Beat Gloor (* 27. Juli 1959 Baden; † 6. Februar 2020 in Klingnau, Schweiz) war ein Schweizer Schriftsteller, Vertreter der konkreten und visuellen Poesie, Programmierer, Pianist und Unternehmer.

## Leben und Wirken
Beat Gloor studierte von 1979 bis 1981 Chemie an der ETH Zürich und Programmierung (Fortran IV) am Paul Scherrer Institut (PSI) in Villigen. Von 1981 bis 1984 liess er sich an der Höheren Pädagogischen Lehranstalt (HPL) Zofingen zum Primarlehrer ausbilden. Von 1984 bis 1989 besuchte er das Konservatorium Zürich, das er mit dem Lehrdiplom „Klavier“ abschloss. Seine grosse Leidenschaft gehörte der elektronischen Musik. Von 1985 bis 1989 war er Assistent am Elektronischen Studio Basel. 1989 musste er wegen Militärdienstverweigerung für sieben Monate ins Gefängnis.
1989 gründete er zusammen mit Veronika Rüthi das erste professionelle, verlagsunabhängige Lektoratsbüro Text Control und füllte damit eine Lücke, als die Werbeagenturen in die Krise gerieten und ihre Lektorate auslagerten. Rasch erweiterte sich in den folgenden Jahren das Leistungsangebot um die Arbeitsfelder Texten, Redaktion, Sprachenvergleich, Ghostwriting, Namensfindung, Sprachgutachten und Corporate Language. Aus dem Lektoratsbüro wurde eine Sprachagentur für Verlage, Druckereien, Werbe- und PR-Agenturen, Industrieunternehmen, Behörden und Institutionen.
Zwischen 1993 und 2000 schrieb Gloor in der Kolumne Sprachbeobachter der Schweizer Fachzeitschrift für Werbung und Medien Werbewoche ca. 300 Artikel, in denen er sich mal kritisch, mal analytisch, mal humoristisch mit der Sprache, dem Sprechen, den Wörtern und den Buchstaben auseinandersetzte. Eine Auswahl von „81 Sprachbeobachtungen“ erschienen 1999 im Kontrast Verlag unter dem Titel staatsexamen, der typografisch als staat sex amen auf dem Bucheinband gesetzt wurde. Das Buch, gestaltet von Alberto Vieceli, wurde 1999 im Wettbewerb der Schönsten Schweizer Bücher ausgezeichnet.
2002 erschien Gloors zweites Buch: Die Tage gehen vorüber und klopfen mir nur noch nachlässig auf die Schulter. Beat Gloor notierte über die Jahre, was ihm tagtäglich an Ungewöhnlichem und Kuriosem – auch in seiner Sprachagentur – begegnete. Das 365 Tage umspannende Buch ist ein ewiger Kalender ohne Nennung der Wochentage, in dem er seine Fundstücke zu hintersinnigen und heiteren Zeilen verdichtete. Ein Buch mit vielen Funktionen: Lesebuch, Tischkalender, Zettelkasten, Tagebuch, Notizblock. Die durchgängige Perforierung inmitten der Seiten lädt zum Abreissen der einzelnen Tage ein, zum Verschicken und Verschenken der einzelnen Texte.

### Schreibklavier
Seine Leidenschaft für Musik und Sprache führte 1993 zusammen mit dem Künstler Roman Buxband zum Bau eines Schreibklaviers, einer Maschine, die aus Text Musik generierte. Die Tasten einer IBM-Schreibmaschine waren über Hubmagnet, Steckkasten und Generator mit einem Klavier verbunden. Jeder getippte Buchstabe erzeugte einen Ton und jedes Wort erklang als Melodie. Nach dem „Spielen“ auf der Schreibmaschine hielt man die Partitur in der Hand.

### Maschinen
Zwischen 2005 und 2018 entwickelte Gloor zusammen mit Marc Covo (Gestaltung) und Oliver Gutperl (Programmierung) zwei „Sprachmaschinen“: die Schimpfmaschine und die Schätzelimaschine. Beide „Maschinen“ waren halbautomatische Formuliersysteme die per Zufallsgenerator aus vier unterschiedlich gefüllten verbalen Kompositionstabellen vierteilige Schimpf- und Schätzeliwörter (Schätzeli vom Kosenamen Schatz) bildeten.

### be deuts – Das einsilbige Wörterbuch
2013 erschien Gloors dreibändiges Werk be deuts – Das einsilbige Wörterbuch, das nicht nur bestehende Einsibler der deutschen Sprache verzeichnete, sondern auch mögliche Neue. Mit diesem Buch unternahm Beat Gloor den Versuch, das Deutsche als Silbensprache zu begreifen. Von den Buchstabenkombinationen sind im Deutschen rund 40 Millionen einsilbige Wörter möglich. Nur etwa 19000 davon tragen eine Bedeutung. Das ist für Gloor „eigentlich ein Skandal: Die Sprache ist noch gar nicht fertig!“ Das einsilbige Wörterbuch ist in drei Bände unterteilt und insgesamt 2936 Seiten stark: Band 1 versammelt alle Einsilber mit einer Bedeutung, Band 2 listet alle deutschen Einsilber mit bis zu fünf Buchstaben auf und Band 3 ist eine Art „Best of“, eine Liste der Einsilber, die im Deutschen eine Bedeutung tragen oder tragen könnten. Im Internet findet sich Gloors Einsilberkombinationsmaschine. Hier kann der Besucher Einsilber generieren und ihnen eine Bedeutung zuschreiben.
Im Februar 2020 starb Beat Gloor durch Suizid.

## Werke
- staat sex amen. 81 Sprachbeobachtungen. Verlag Kontrast AG, Zürich 1999, Buchgestaltung: Alberto Vieceli, ISBN 3-9521287-5-9.
- Die Tage gehen vorüber und klopfen mir nur noch nachlässig auf die Schulter. Verlag Kontrast AG, Zürich 2002, ISBN 3-906729-09-5.
- uns ich er. Salis Verlag AG, Zürich 2009, ISBN 978-3-905801-25-5.[12]
- Wir verlieren hoch. Salis Verlag AG, Zürich 2013, ISBN 978-3-905801-82-8.
- de deuts – Das einsilbige Wörterbuch. Text Control 2013, ISBN 978-3-906195-03-2.
- Wir sitzen alle im gleichen Boot. Aber nicht alle rudern. Salis Verlag AG, Zürich 2016, ISBN 978-3-906195-52-0.
- Der kleine deutsche Wortschatz. lectorbooks, Zürich 2017, ISBN 978-3-906913-08-7.
- klonk. visuelle poesie. lectorbooks, Zürich 2017, ISBN 978-3-906913-18-6.
- konk. visuelle poesie. lectorbooks, Zürich 2017, ISBN 978-3-906913-17-9.
- Erziehung als Aufgabe. lectorbooks, Zürich 2017, ISBN 978-3-906913-09-4.